# Hundsdorf (Westerwald)
Hundsdorf ist eine Ortsgemeinde im Westerwaldkreis in Rheinland-Pfalz. Sie gehört der Verbandsgemeinde Ransbach-Baumbach an.

## Geographie
Die Gemeinde liegt im Westerwald zwischen Koblenz und Siegen am Rande des Kannenbäckerlandes. Die Gemeinde liegt am Masselbach. Zu Hundsdorf gehört auch der Wohnplatz Sonnenhof.

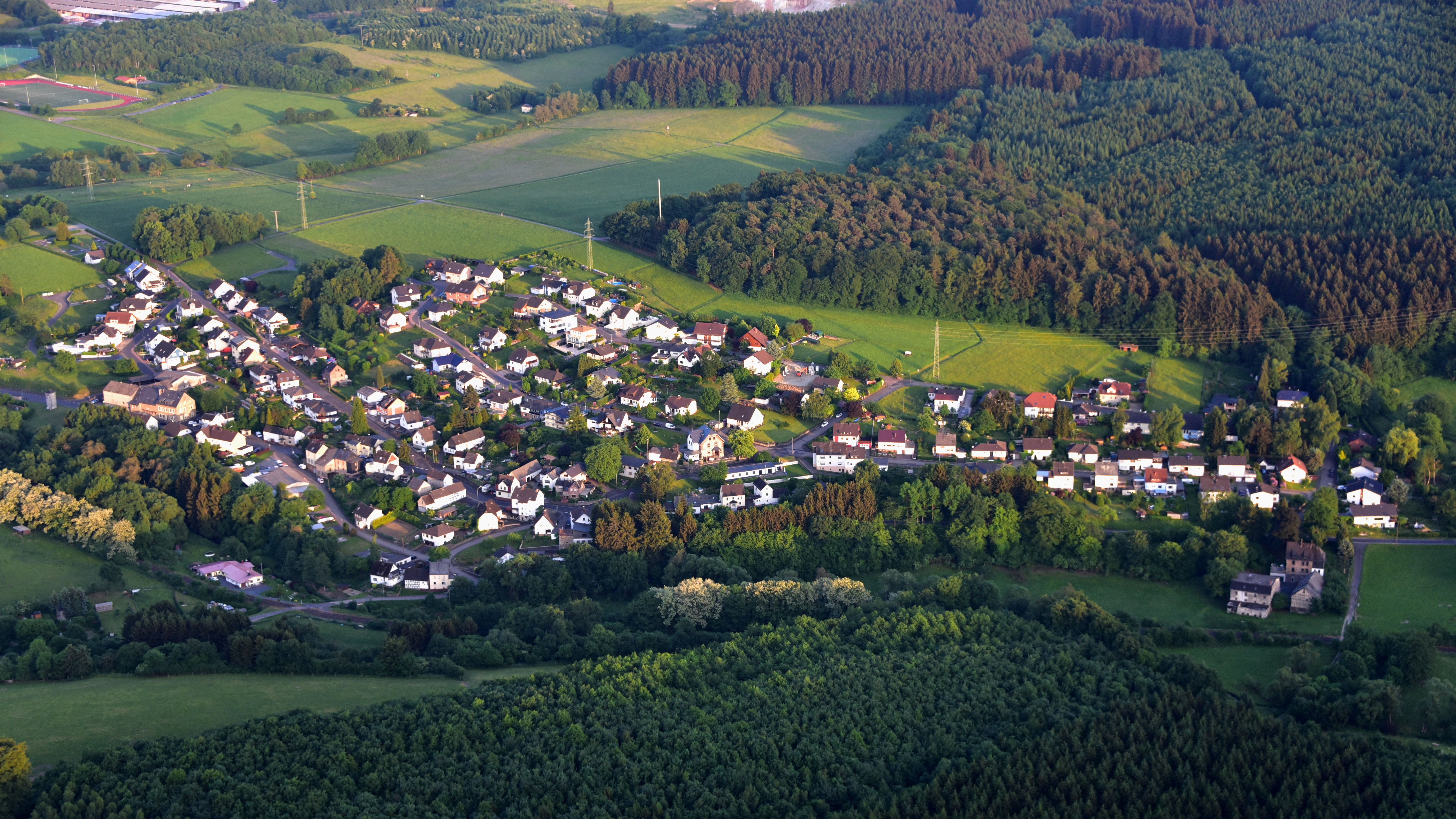
Hundsdorf, Luftaufnahme (2018)

## Geschichte
Erste urkundliche Erwähnung fand das Dorf im Jahre 1243 als Hunisdorp. Der Ort gehörte Zum Kirchspiel und Gericht Alsbach. Das Gericht verlagerte sich zum Beginn des 16. Jahrhunderts nach Grenzhausen. 1536 ist erstmals eine Mühle in Hundsdorf nachgewiesen, die das Bannrecht für mehrere umliegende Orte hatte.
Bevölkerungsentwicklung
Die Entwicklung der Einwohnerzahl von Hundsdorf, die Werte von 1871 bis 1987 beruhen auf Volkszählungen:
| Jahr | Einwohner   |
| ---- | ----------- |
| 1664 | 8 Häuser    |
| 1734 | 17 Familien |
| 1815 | 72          |
| 1835 | 144         |
| 1871 | 156         |
| 1905 | 181         |
| 1939 | 268         |

| Jahr | Einwohner |
| ---- | --------- |
| 1950 | 238       |
| 1961 | 231       |
| 1970 | 268       |
| 1987 | 298       |
| 1997 | 333       |
| 2005 | 447       |
| 2017 | 425       |

## Politik

### Gemeinderat
Der Gemeinderat in Hundsdorf besteht aus acht Ratsmitgliedern, die bei der Kommunalwahl am 9. Juni 2024 in einer Mehrheitswahl gewählt wurden, und dem ehrenamtlichen Ortsbürgermeister als Vorsitzendem.

### Bürgermeister
Eckhard Niebisch ist Ortsbürgermeister von Hundsdorf. Bei der Direktwahl am 26. Mai 2019 wurde er mit 76,13 Prozent der abgegebenen Stimmen und am 9. Juni 2024 als einziger Bewerber mit 79,2 % jeweils für weitere fünf Jahre im Amt bestätigt.

### Wappen
| Wappen von Hundsdorf | Blasonierung: „In Gold zwischen zwei auseinandergeschobenen roten Schrägrechtsleisten ein steigender, rotbewehrter und rotgezungter schwarzer Hund mit rotem Halsband.“ |
| Wappen von Hundsdorf | |

## Kultur und Sehenswürdigkeiten

### Regelmäßige Veranstaltungen
Bis zum Jahr 2012 war zwischen Christi Himmelfahrt und Pfingsten hier ein Westernlager des Western Bunds Deutschland errichtet, in der die angeschlossenen Western- und Indianervereine einige Tage unter authentischen Bedingungen die Atmosphäre der nordamerikanischen Kultur nachempfinden konnten. Die aufgebaute Westernstadt nannte sich „Dog City“ unter Anlehnung an die Gemeinde Hundsdorf.
Anfang August findest jedes Jahr die Hundsdorfer Kirmes statt.

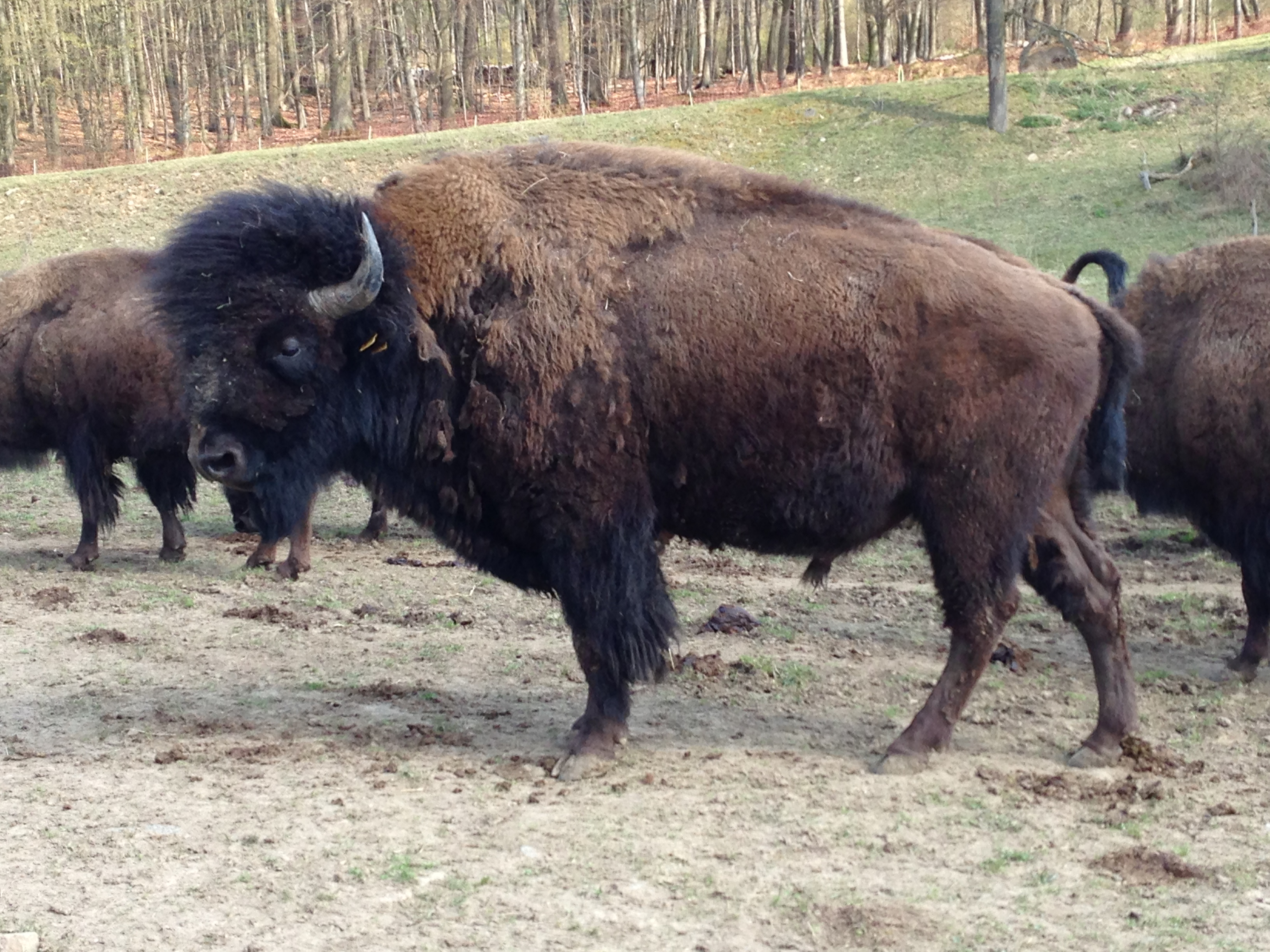
Amerikanischer Bisonbulle vom Sonnenhof, Hundsdorf (Westerwald)

### Sehenswürdigkeiten
Seit einigen Jahren werden auf dem Sonnenhof Bisons gezüchtet. Die Herde wird in Ortsrandlage gehalten und deren Produkte im angeschlossenen Hofladen vermarktet. Die Bisons bildeten zum Westernlager die passende Kulisse.

## Wirtschaft und Infrastruktur

### Verkehr
- Die A 48 mit der Anschlussstelle Höhr-Grenzhausen (AS 12) liegt sechs Kilometer entfernt.
- Die A 3 mit der Anschlussstelle Ransbach-Baumbach (AS 38) liegt nur fünf Kilometer entfernt.
- Die Gemeinde hat einen Haltepunkt an der teilweise im Touristikverkehr betriebenen Bahnstrecke Engers–Au.

Nächstgelegener ICE-Halt ist der Bahnhof Montabaur an der Schnellfahrstrecke Köln–Rhein/Main.

## Persönlichkeiten
- Volker Sellin (* 1939), deutscher Historiker, Rektor der Ruprecht-Karls-Universität Heidelberg (1987 bis 1991)